# 제노바 크리스토포로 콜롬보 공항

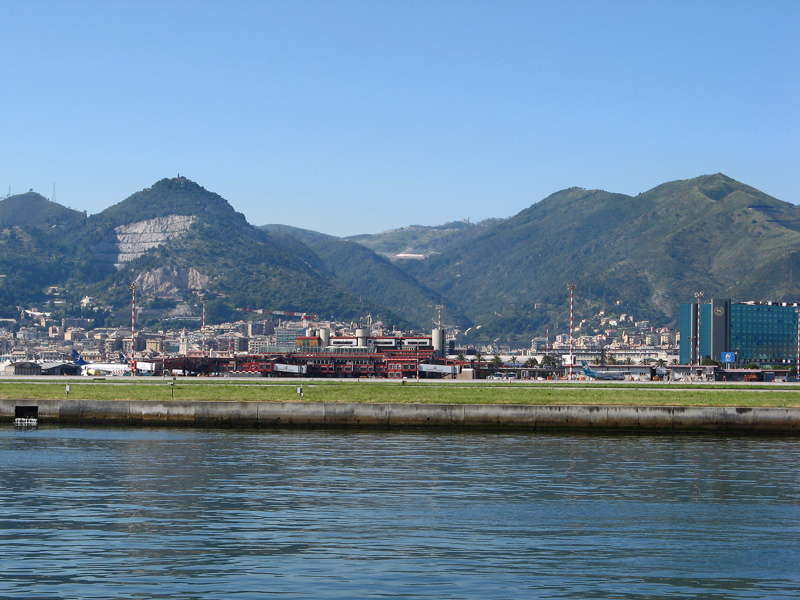

제노바 크리스토포로 콜롬보 공항(Genoa Cristoforo Colombo Airport, IATA: GOA, ICAO: LIMJ, 이탈리아어: Aeroporto di Genova)은 이탈리아 제노바에서 서쪽으로 4 NM 떨어진 인공반도 위에 건설된 국제공항이다.
이 공항은 리구리아주에서 가장 중요한 공항이다. 2018년 1,455,626명의 승객이 이용한 이 제노바 공항은 승객 수 면에서 21번째로 분주한 이탈리아의 공항이다.
현재 Aeroporto di Genova S.P.A가 운용하고 있다.